# Will You Be There (In the Morning)
Will You Be There (In the Morning) è un singolo del gruppo rock statunitense Heart, pubblicato nel 1993 ed estratto dall'album Desire Walks On.
La canzone è stata scritta da Robert John "Mutt" Lange.

## Classifiche
| Classifica (1993) | Posizione massima |
| ----------------- | ----------------- |
| Regno Unito       | 19                |
| Stati Uniti       | 39                |